# ميف برينان
ميف برينان (بالإنجليزية: Maeve Brennan)‏ (6 يناير 1917، دبلن في جمهورية أيرلندا - 1 نوفمبر 1993، نيويورك في الولايات المتحدة)؛ كاتِبة ومؤلِّفة، صحفية وروائية أيرلندية-أمريكية. درست في الجامعة الأميركية.